# Primitieve mantel
De primitieve mantel is een hypothetisch reservoir in de geochemie, dat de samenstelling heeft van de aardkorst en aardmantel samen. 
De huidige wetenschappelijke theorieën gaan ervan uit dat de Aarde werd gevormd door accretie van materiaal met gemiddeld een chondritische samenstelling. Nog tijdens de accretiefase vond door planetaire differentiatie een scheiding plaats tussen een zware aardkern en een lichtere mantel, waarbij zware siderofiele metalen zich in de kern concentreerden. Daarbuiten lag een nog ongedifferentiërde "oermantel", de primitieve mantel. Pas later zou deze zich scheiden in de chemisch verschillende aardkorst en aardmantel, waarbij de incompatibele elementen in de korst gingen zitten.
Ook tegenwoordig gaat het proces van differentiatie in de bovenmantel door. Mantelmateriaal dat verarmd is in lithofiele elementen wordt wel depleted genoemd, terwijl mantelmateriaal dat nog "vers" is enriched of primitief genoemd wordt; dat laatste omdat de samenstelling dichter bij de oorspronkelijke primitieve mantel zit. Omdat vulkanisch gesteente in hotspots vaak een zeer primitieve samenstelling heeft wordt vermoed dat er zich ergens in de mantel een relatief gesloten reservoir van primitieve samenstelling bevindt. Eén hypothese is dat dit de zogenaamde D"-laag op de grens tussen de mantel en de kern is.